# Dvorac Donje Oroslavje
Dvorac Donje Oroslavje je višeslojni objekt u općini Oroslavje, zaštićeno kulturno dobro.

## Opis dobra
Dvorac Donje Oroslavje zajedno s perivojem kojim je okružen zauzima značajno mjesto među baroknim dvorcima Hrvatskog zagorja. Sagrađen je krajem 18. st. kao jednokatna trokrilna građevina, koja je naknadno podignutim prizemnim građevinama povezana s nekadašnjom konjušnicom, smještenom s dvorišne strane dvorca. Naročitu vrijednost daje mu zidni oslik dvorana i stubišta, od kojih se posebice ističe zidna slika s prikazom Herkulesove apoteoze na svodu središnje dvorane prvoga kata, nastala u posljednjem desetljeću 18. stoljeća, koja je jedini takav sačuvani primjer neoklasicističkog zidnog oslika na području Krapinsko-zagorske županije.

## Zaštita
Pod oznakom Z-2444 zavedena je kao nepokretno kulturno dobro - pojedinačno, pravna statusa zaštićena kulturnog dobra, klasificirano kao "profana graditeljska baština".